# يان مورافيك
يان مورافيك (بالتشيكية: Jan Morávek)‏ (مواليد 1 نوفمبر 1989 في براغ - تشيكوسلوفاكيا) لاعب كرة قدم تشيكي يلعب حاليا لصالح نادي الدرجة الأولى شالكه الألماني منذ 2009 في مركز الوسط المهاجم .

## روابط خارجية
- يان مورافيك على موقع الاتحاد التشيكي (الإنجليزية)
- يان مورافيك على موقع قاعدة بيانات كرة القدم.إي يو (الإنجليزية)
- يان مورافيك على موقع بيانات كرة القدم. دي إي (الألمانية)
- يان مورافيك على موقع ناشيونال فوتبول تيمز (الإنجليزية)
- يان مورافيك على موقع Soccerway.com (الإنجليزية)
- يان مورافيك على موقع عالم كرة القدم.نت (الإنجليزية)
- يان مورافيك على موقع AS.com (الإسبانية)